# 越南共和國司法部
司法部是越南共和國政府負責主管法律體系的最高機關。
從1949年成立到1975年4月30日因西貢淪陷解散的大部分時間中，司法部總部位於西貢第一郡統一大道47號。

## 歷史
前身為越南國司法部，成立於1949年。1955年全民公投後，越南共和國政權成立，越南國司法部重組為越南共和國司法部，直到1975年4月30日解散為止。

## 組織
以下為越南共和國司法部的組織架構（1963年）：

### 官員
- 部長
  - 辦公廳主任（Đổng Lý Văn Phòng）
  - 人事會計主任（Giám Đốc Nhân Viên và Kế Toán）
  - 刑務主任（Giám Đốc Hình Vụ）
  - 戶務主任（Giám Đốc Hộ Vụ）

### 下屬機構
- 辦公廳：政名辦公室、秘書室、國會聯絡室、財產申報室、公文室
- 人事部：一室（各級人員）、二室（日間和合約僱員）
- 會計部：中央檢查及清算室、糧俸室、材料室
- 刑務部：刑務及法制刑事室、赦免及有條件釋放室、中央司法背景履歷室
- 懲戒及約束指導部：刑罰申請室、約束指導室
- 司法行政部：法院組織室、司法職業立法及監察室
- 法制民事部：戶務及特別法制室、國內法制民事室、外國法制及國際法室
- 一般文獻收藏、出版、翻譯及書院部：一般藏品及出版室、翻譯及書院室

### 附屬機構
- 上訴法院
- 上審法院（西貢及順化）
- 一審法院
- 參政院
- 行政法院